# Vytautas Prienai-Birštonas
Vytautas ist ein Basketballverein aus Prienai (11.000 Einwohner) und Birštonas (3.000 E.) in Litauen. Er spielt in der Baltic Basketball League (BBL) und der LKL.

## Geschichte
Von 1994 bis 1998 war der Club „Prienų Taupomasis Bankas“, von 1999 bis 2005 „Prienai“, von 2005 bis 2007 „Prienai“ Prienai, von 2007 bis 2009 „Rūdupis“ Prienai und seit 2013 „TonyBet“ (zum Sportmäzen und Vorstandsmitglied wurde Antanas Guoga).
In der Saison 2012/13 bekam Rūdupis das Startrecht für den ULEB Eurocup.

## Erfolge

### BBL
- 2016/17, Sieger
- 2009/10, 2. Platz (Challenge Cup)
- 2012/13, 2. Platz

### LKL
- 2009/10, 7. Platz

### LKAL
- 2002–2003 m. LKAL 3. Platz
- 2003–2004 m. LKAL 6. Platz
- 2004–2005 m. LKAL 12. Platz

### NKL
- 2005–2006 m. NKL 4. Platz
- 2006–2007 m. NKL 7. Platz
- 2007–2008 m. NKL 9. Platz*
- 2008–2009 m. NKL 1. Platz

## Kader
- Gediminas Maceina
- Gediminas Navickas
- Rolandas Skaisgirys
- Janas Jurgo
- Kęstutis Šeštokas
- Andrius Giedraitis
- Povilas Šakinis
- Valdas Dabkus
- Edvinas Šeškus
- LaMelo Ball
- LiAngelo Ball